# Maya Mishalska
Miroslava Maya Mishalska Harasyowitz (nom de naissance : Mirosława Maja Michalska Harasymowicz) (née à Varsovie, Pologne, le 8 décembre 1974) est une actrice mexicaine.

## Biographie
À l'âge de six ans, elle commence à étudier le violon au conservatoire de Varsovie. Peu de temps après, à son arrivée au Mexique, elle continue ses études de musique à l'Université Veracruzana. C'est là qu'elle a l'occasion de participer au théâtre expérimental, avec l'œuvre de Federico García Lorca, La maison de Bernarda Alba et que surgit sa passion pour la comédie. Elle termine le Conservatoire de Musique mais décide de continuer sa carrière comme comédienne, d'abord à San Francisco et ensuite à Mexico, au Centre d'Éducation Artistique (C.E.A.) de Televisa.
Elle obtient son premier grand rôle dans le film Novia que te vea de Guita Shifter. Son interprétation lui vaut une nomination à l'Ariel, le prix le plus important du cinéma mexicain.
Depuis, Maya a participé à diverses œuvres de théâtre, films et séries télévisées avec une grande variété de personnages. Elle a également présenté le concert d'Andrea Bocelli à San Juan de Ulua, Veracruz, en 1998 ainsi que conduit la XXXVIII remise de l'Ariel en 1996.
Maya parle l'espagnol, le polonais, l'anglais, le français et un peu de russe.
Elle est mariée à un homme d'affaires français depuis plusieurs années.

## Nominations et prix
- "Laurel de Oro" a la qualite México España (2005-2006)
- Prix "TV y Novelas", Meilleure Actrice Antagónica (2004)
- Sol de Oro du Cercle National de Journalistes (2003)
- Prix de la Association de Critiques de Theatre, Revelation de l'annee (1999)
- Diosa de Plata, Meilleure Actrice de Reparto (1998)
- Mention spéciale de la Chicago Press (1995)
- Ariel de la meilleure actrice (nomination, 1994)

## Films
- El Jugador
- 1993 : Novia que te vea
- 1994 : La Reine de la nuit (film)
- 1995 : Cilantro y perejil
- 1996 : Un baúl lleno de miedo

## Télénovelas
- Destino
- El abuelo y yo
- La sombra del otro
- Cristal Empire, en anglais
- Huracán
- Amor gitano
- Tres mujeres
- María Belén
- Amor real
- Mujer de madera

## Théâtre
- A Blithe Spirit, Noel Coward
- La Maison de Bernarda Alba, F. Garcia Lorca
- Noces de sang, F. Garcia Lorca
- Les Trois Sœurs, A. Tchékhov
- El Retablo Jovial, A. Casona
- Un Hogar Solido, H. Garro
- La Dama del Alba, A Casona
- Pierre et le Loup, S. Prokofiev
- Honneur, Joana Murray Smith

## Musical
- Aladino